# Stephan Andersen
Stephan Maigaard Andersen (Copenhague, Dinamarca, 26 de noviembre de 1981) es un exfutbolista danés que jugaba de portero. Fue 30 veces internacional con la selección de su país con la que participó en el mundial de 2010 en Sudáfrica.

## Selección nacional
Fue internacional con la selección de fútbol de Dinamarca en 30 ocasiones.

### Participaciones en Copas del Mundo
| Mundial                        | Sede      | Resultado    |
| ------------------------------ | --------- | ------------ |
| Copa Mundial de Fútbol de 2010 | Sudáfrica | Primera fase |

## Clubes
| Club                        | País         | Año       |
| --------------------------- | ------------ | --------- |
| Hvidovre IF                 | Dinamarca    | 2000-2002 |
| Akademisk Boldklub          | Dinamarca    | 2002-2004 |
| Charlton Athletic F. C.     | [ Inglaterra | 2004-2007 |
| Brøndby IF                  | Dinamarca    | 2007-2011 |
| Evian Thonon Gaillard F. C. | Francia      | 2011-2013 |
| Real Betis Balompié         | España       | 2013-2014 |
| Go Ahead Eagles (cedido)    | Países Bajos | 2014      |
| F. C. Copenhague            | Dinamarca    | 2014-2021 |

## Palmarés

### Títulos nacionales
| Título                 | Club             | País      | Año  |
| ---------------------- | ---------------- | --------- | ---- |
| Copa de Dinamarca      | Brøndby IF       | Dinamarca | 2008 |
| Copa de Dinamarca      | F. C. Copenhague | Dinamarca | 2015 |
| Superliga de Dinamarca | F. C. Copenhague | Dinamarca | 2016 |
| Copa de Dinamarca      | F. C. Copenhague | Dinamarca | 2016 |
| Superliga de Dinamarca | F. C. Copenhague | Dinamarca | 2017 |
| Copa de Dinamarca      | F. C. Copenhague | Dinamarca | 2017 |
| Superliga de Dinamarca | F. C. Copenhague | Dinamarca | 2019 |